# Paltothemis lineatipes
Paltothemis lineatipes is een libellensoort uit de familie van de korenbouten (Libellulidae), onderorde echte libellen (Anisoptera).
De wetenschappelijke naam Paltothemis lineatipes is voor het eerst geldig gepubliceerd in 1890 door Karsch.